# Erin Pac
Erin Pac (Farmington, 30 de mayo de 1980) es una deportista estadounidense que compitió en bobsleigh en la modalidad doble. 
Participó en los Juegos Olímpicos de Vancouver 2010, obteniendo una medalla de bronce en la prueba doble (junto con Elana Meyers). Ganó dos medallas en el Campeonato Mundial de Bobsleigh, plata en 2007 y bronce en 2008.

## Palmarés internacional
| Juegos Olímpicos   | Juegos Olímpicos     | Juegos Olímpicos  | Juegos Olímpicos |
| Año                | Lugar                | Medalla           | Prueba           |
| ------------------ | -------------------- | ----------------- | ---------------- |
| 2010               | Vancouver (Canadá)   | Medalla de bronce | Doble            |
| Campeonato Mundial |                      |                   |                  |
| Año                | Lugar                | Medalla           | Prueba           |
| 2007               | Sankt Moritz (Suiza) | Medalla de plata  | Equipo           |
| 2008               | Altenberg (Alemania) | Medalla de bronce | Equipo           |